# Глицерофосфолипиды
Глицерофосфолипиды (фосфоглицериды) - производные фосфатидной кислоты, построенные на основе глицерол-3-фосфата. По классификации являются  сложными омыляемыми липидами. В их состав входят глицерин, жирные кислоты, фосфорная кислота и обычно азотсодержащие соединения.
Для всех глицерофосфолипидов характерно:
- одна часть их молекулы (радикалы R1 и R2) обладают гидрофобностью.
- другая часть их молекулы (радикал R3) гидрофильна из-за отрицательного заряда остатка {\displaystyle {\ce {PO4^-}}} и положительного заряда радикала.
Фосфолипиды обладают выраженными полярными свойствами.

## Подклассы фосфоглицеридов
- Фосфатидилхолины (лецитины);
- Фосфатидилэтаноламины;
- Фосфатидилсерины;
- Плазмалогены;
- Фосфатидилинозитолы;
- Кардиолипины;